# Oosterse struikleeuwerik
De Oosterse struikleeuwerik (Mirafra javanica) is een leeuwerik behorend tot het genus mirafra.

## Kenmerken
De vogel is 13 tot 15 cm lang. Het is een leeuwerik met een gedrongen uiterlijk, met een korte, stevige snavel. Opvallend is de vrij brede, lichte oogstreep die contrasteert met de licht roodbruine oorstreek. Er loopt een smalle, lichte kraag die het bruin op de kop scheidt van de nogal donkere rug, die bruin en zwart gestreept is. Ook de kruin is zwart gestreept. De keel is wit, de borst en buik zijn lichtbruin tot oker.

## Verspreiding en leefgebied
De vogel komt voor in Australië en een groot deel van Zuidoost-Azië, Zuid-Azië, het Arabisch schiereiland en de Sahelzone in Afrika. Het totale verspreidingsgebied van de vogel bedraagt ongeveer 73.900.000 km².
De soort telt 20 ondersoorten:
- M. j. aliena	 noordelijk en noordoostelijk Nieuw-Guinea.
- M. j. athertonensis	 noordoostelijk Australië.
- M. j. cantillans Pakistan, India en Bangladesh
- M. j. chadensis Senegal tot Midden-Soedan en W-Ethiopië.
- M. j. forresti	 noordoostelijk West-Australië.
- M. j. halli	 noordelijk West-Australië.
- M. j. horsfieldii	 oostelijk en zuidoostelijk Australië.
- M. j. javanica Borneo, Java en Bali.
- M. j. marginata	Z-Soedan tot Somalië, Kenya en NO-Tanzania
- M. j. melvillensis Melville-eiland en Bathursteiland.
- M. j. mindanensis	 de zuidelijke Filipijnen.
- M. j. parva	 de westelijke Kleine Soenda-eilanden.
- M. j. philippinensis	 de noordelijke Filipijnen.
- M. j. rufescens	 Midden-Australië.
- M. j. secunda	 het zuidelijke deel van Midden-Australië.
- M. j. simplex	W- en Z Arabië
- M. j. soderbergi	 het noordelijk Noordelijk Territorium.
- M. j. timorensis	 de oostelijke Kleine Soenda-eilanden.
- M. j. williamsoni	 van centraal Myanmar tot zuidelijk China, noordelijk en centraal Indochina, Cambodja en Thailand.
- M. j. woodwardi	 uiterst noordwestelijk West-Australië.

Het leefgebied bestaat uit grasland met Acacia (savanne), maar ook in agrarisch gebied, mits daar korte, dicht opeen staande gewassen worden geteeld. Het is een vogel van laagland en heuvels en bergland tot op 2900 m boven zeeniveau.

## Status
De grootte van de populatie is niet gekwantificeerd. Deze leeuwerik is vaak nog algemeen en soms talrijk. Er zijn geen aanwijzingen dat de populaties in hun bestaan worden bedreigd. Om deze redenen staat de oosterse struikleeuwerik als niet bedreigd op de Rode Lijst van de IUCN.